# 薩莫拉市 (米蘭達州)

薩莫拉市（西班牙語：Municipio Zamora），是委內瑞拉的一個市，位於該國北部米蘭達州，首府設於瓜蒂雷，始建於1874年，面積375平方公里，2011年人口187,262，人口密度每平方公里522.67人。